# Шильдер-Шульднер, Юрий Иванович
Юрий Иванович Шильдер-Шульднер (4 мая 1816, Витебск — 7 мая 1878, Адрианополь) — русский генерал-лейтенант (30 августа 1873 года), начальник 5-й пехотной дивизии.

## Биография
Родился в Витебске 4 мая 1816 года, происходил из дворян Витебской губернии. Образование получил в Дворянском полку, из которого 27 июля 1837 года был выпущен прапорщиком в Екатеринбургский пехотный полк.
Вскоре для продолжения образования был командирован в Образцовый пехотный полк, а потом зачислен в кадр этого полка и назначен помощником ротного командира. Постоянно командируемый в кадетские корпуса для наблюдения за правильностью постановки фронтового обучения, он был за отличие переведён в лейб-гвардии Семёновский полк с оставлением в Образцовом полку.
В 1853 году произведён в капитаны гвардии; через два года с чином подполковника назначен младшим штаб-офицером Образцового полка, а в 1856 году был произведён в полковники с назначением начальником стрелков того же полка. В Восточную войну он находился в составе войск, охранявших побережье Балтийского моря Санкт-Петербургской губернии.
В 1856 году назначен командиром батальона того же полка. Командуя батальоном Образцового полка, Шильдер-Шульднер преподавал устав воинской службы цесаревичу Николаю Александровичу и великому князю Александру Александровичу.
В 1860 году Шильдер-Шульднер был назначен командиром Олонецкого пехотного полка, во главе которого он в 1863 году был в походе для подавления Польского восстания. За дела 7 и 9 февраля 1863 года под деревнями Кшивосондз и Троячек он 15 марта получил именное высочайшее благоволение и золотую саблю с надписью «За храбрость».

В конце 1863 года Шильдер-Шульнер был назначен командиром лейб-гвардии Гренадерского полка, а 19 апреля 1864 года был произведён в генерал-майоры и утвержден в занимаемой должности. Одновременно в 1863—1864 годах он исполнял должности Влоцлавского военного начальника и военного начальника Варшавско-Бромбергской железной дороги. В 1867 году был награждён майоратным имением в царстве Польском
за особые и важные отличия, оказанные при командовании отрядами войск в делах против польских мятежников и за исполнение должности Влоцлавского военного начальника Варшаво-Бромбергской железной дороги.
За это время он среди прочих наград получил ордена св. Анны 2-й степени (в 1862 году), св. Владимира 4-й степени (за беспорочную выслугу 25 лет в офицерских чинах, в 1864 году), св. Владимира 3-й степени (в 1866 году) и св. Станислава 1-й степени (в 1868 году).
13 апреля 1870 года он был назначен в Свиту, а 21 июня 1872 года командующим 5-й пехотной дивизией; 30 августа 1873 года произведён в генерал-лейтенанты и утвержден в должности начальника этой дивизии.
С началом русско-турецкой войны 1877—1878 годов Шильдер-Шульднер принял в ней со своей дивизией самое деятельное участие и был при взятии Никополя.
Для предположенного на 3 июля наступления на Никополь, под начальством генерал-лейтенанта Шильдер-Шульднера направлена была колонна по левой стороне реки Осмы в обход неприятельской позиции с целью отрезать туркам всякое сообщение с Раховым и Плевной. План штурма крепости Никополя был следующий: на самом левом фланге за Осмой стоял генерал-лейтенант Шильдер-Шульднер с тремя полками; правее его, подъ личным командованием и распоряжением корпусного командира барона Криденера, действовали, четыре полка при пяти батареях. Первый должен был начать атаку генерал Шильдер-Шульднер, и когда бы уже прошел мост через Осму, весь правый фланг должно было двинуть на передовые турецкие укрепления и взять их штыковой атакой. С румынского берега шесть осадных батарей должны были во время атаки громить основную Никопольскую крепость.
План этот был исполнен как на манёврах и привел к таким результатам, которые превзошли всякие ожидания. В 3 с половиной часа утра 3 июля как только немного рассвело, с левого фланга грянул первый артиллерийский выстрел и началась канонада. Пять 9-фунтовых батарей (1-я и 2-я из 5-й артиллерийской бригады и 1-я, 2-я и 3-я из 31-й артиллерийской бригады) открыли огонь по неприятельским батареям передовых укреплений на расстоянии 1800 сажен и, несмотря на дальность расстояния, и ответный огонь турок, в продолжение полутора часов сбили пять турецких батарей, заставив их замолчать вовсе. Только одна турецкая батарея, прикрываясь пересечённой местностью и деревьями, не могла быть сбита и сумела оказать некоторое влияние на последующий ход дела.
Между тем войска генерала Шильдер-Шульднера продолжали наступать, осадная артиллерия с того берега наносила страшные разрушения и крепости, и городу. В городе начался пожар. К 2 часам пополудни отряд Шильдер-Шульднера сбил турок с их укреплённых позиций и занял мост через Осму. Этим своим действием Шильдер-Шульднер открыл путь для полного взятия Никополя русскими войсками, но сам уже со своим отрядом был выведен в резерв и оставлен для охраны моста и пригородных укреплений.
Для взятия Плевны 8 июля отряжены были от 9-го армейского корпуса генерал-лейтенанта Криденера три полка 5-й пехотной дивизии: 17-й пехотный Архангелогородский и 18-й пехотный Вологодский, составляющие 1-ю бригаду этой дивизии и 19-й пехотный Костромской, с соответствующим числом кавалерии и артиллерии под общим командованием начальника этой дивизии генерал-лейтенанта Шильдер-Шульднера.
8 июля была произведена атака города одновременно с двух сторон: двумя полками 1-й бригады с севера, a Костромской полк с одной восьмиорудийной батареей направлен был с юга. Атака не удалась и отряд должен был отступить к востоку по шоссе, ведущему к Беле. Громадные потери в первом деле под Плевной и даже неудачу самого сражения отчасти приписывают тому обстоятельству, что генерал Шильдер-Шульднер повёл в атаку пехоту замкнутыми колоннами.
В советской литературе дана следующая оценка действий Криденера и Шильдер-Шульднера при первом штурме Плевны:

 Наступление велось слабыми силами, действовавшими с различных направлений; взаимодействие между северной и восточной группами отсутствовало; командование недооценило противника и не обеспечило необходимых резервов для поддержки войск; наступательные действия русских свелись преимущественно к лобовым атакам пехотой турецких укреплений; конница не использовалась для удара по флангу и тылу противника. 
После завершения всех дел под Плевной Шильдер-Шульднер перешёл со своей дивизией через Балканы и скончался в Адрианополе 7 мая 1878 года.

## Награды
Российские:
- Знак отличия XX лет беспорочной службы (1859)
- Орден Святой Анны 2 ст. (1862)
- Золотая сабля «За храбрость» (1863)
- Орден Святого Владимира 4 ст. с бантом за 25 лет службы (1864)
- Орден Святого Владимира 3 ст. (1866)
- Орден Святого Станислава 1 ст. (1868)
- Орден Святой Анны 1 ст. (1872)
- Орден Святого Владимира 2 ст. (1876)

Иностранные:
- Прусский Орден Красного Орла 3 ст. (1860)
- Австрийский Орден Железной короны (1862)